# Olimpeión de Éfeso
Olimpieión (en griego antiguo: Ολυμπιείον, en latín: Olympieum) fue un templo romano de la Grecia Antigua dedicado al emperador Adriano como Zeus Olímpico en la ciudad de Éfeso en Anatolia, actual Turquía. Sus ruinas forman parte del yacimiento arqueológico de Éfeso, declarado Patrimonio de la Humanidad por la Unesco.

## Historia
Fue construido durante el gobierno de Adriano hacia el año 130 d. C. Se construyó sobre lo que había sido un lecho marino y luego una llanura costera unos cientos de años antes, y se convirtió en terreno edificable abierto.
Fue destruido hacia el año 400, probablemente por los cristianos. Sus partes de mármol se quemaron para convertirlas en cal. Más tarde, también se desmantelaron los cimientos para recuperar las partes metálicas.

## Descripción
El tamaño de todo el santuario era de unos 350 × 225 metros. El templo estaba situado en el centro de una plaza, bordeada de pilares en los cuatro lados. El edificio era de estilo corintio. Se cree que era un templo pseudodíptero con un total de 74 columnas. Los cimientos del templo medían unos 85 m de largo y el peristilo unos 60 m. La anchura de los cimientos era de unos 57 m.